# Milovan Raković
Milovan Raković (Užice, districte de Zlatibor, RS Sèrbia, 19 de febrer de 1985) és un jugador de bàsquet serbi que pertany a l'Union Neuchâtel Basket de la lliga suïssa. Mesura 2,08 metres d'alçada i juga en a posició de pivot.

## Carrera esportiva
Va començar la seva carrera professional en el KK Polet Keramika, de la segona divisió sèrbia d'on va passar a l'Atles Belgrad de la Primera Divisió el 2004, oon s'hi va estar dues temporades. A l'any següent va fitxar pel Mega Ishrana, on les seves estadístiques van augmentar fins als 13,2 punts per partit. En finalitzar aquesta temporada, va ser triat en la posició 60 i última del Draft de l'NBA del 2007 per Dallas Mavericks, els quals van traspassar els seus drets als Orlando Magic, 3, on no va arribar a aconseguir un contracte garantit. Aquell mateix any va fitxar per l'Spartak Sant Petersburg.
Al juliol de 2012, va arribar a un acord per fitxar pel Gescrap Bizkaia de la lliga ACB per dues temporadas i el 2014 va signar pel Turk Telekom de la lliga turca. El 20 de gener de 2016, va signar amb el Joventut Badalona, on s'hi va estar fins al 7 de desembre de 2017, quan va fitxar per l'Union Neuchâtel Basket suís. El 8 de febrer de 2018, els drets de Rakovic van ser transmesos dels Chicago Bulls als Portland Trail Blazers.